# Sant Martí de Jóc (església vella)
Sant Martí de Jóc fou l'església parroquial del poble i comuna de Jóc, a la comarca del Conflent, de la Catalunya del Nord.
Estava situada a l'extrem occidental del poble de Jóc, en el punt més baix del poble. Tenia el cementiri al costat; el cementiri encara existeix, i les restes de l'antiga església parroquial han romàs com una tanca interior del recinte del cementiri: es tracta de la paret septentrional del recinte antic, que fou recentment ampliat, de manera que actualment les restes de l'església són del tot dins del cementiri, en el sector nord.

## Història
L'any 1031 ja és documentava una primera església de sant Martí a Jóc, des del 1151 depenent del priorat de Serrabona. Sembla, però, que l'església original estava una mica lluny del nucli de la població, i la comtessa d'Aranda, i vescomtessa de Jóc, oferí alguna compensació si es reedificava en un emplaçament més adient.

## Les restes de l'edifici
Només se'n conserva el fragment oriental del mur de migdia, amb l'arrencada de l'absis únic, en el qual es conserva l'obertura de la finestra del mateix costat. L'arrencada de l'absis fa suposar una capçalera força ampla. Tanmateix, essent l'únic fragment conservat, no es pot determinar exactament com devia ser el temple, que era, això sí, de nau única.